# Grad Giessenburg
Grad Giessenburg (imenovan tudi Giessenburcht) je bil gradič na reki Giessen, zahodno od vasi Giessenburg. Stal je na krožnem zemljišču, obdanim z ozkim jarkom, v parku bungalova z istim imenom. Od gradu Giessenburg so ostali ostanki jarkov in obzidij ter dolga dovozna pot in nekaj drobcev obzidja. 

## Zgodovina
Prvotni graditelj gradu je bil leta 1366 plemič gospod Dirk III. Brederodski z dovoljenjem holandskega grofa od katerega v fevdu so imeli gospodje Brederodski posest Alblasserwaard. Lesen stolp je bil postavljen kot utrjena postojanka v t.i. Arkelskih vojnah. Do leta 1401 je grad in gospostvo Giessenburg imel v fevdu Walravenom I. Brederodskim, ki ga je takrat predal svojemu bratu Janezu I. Brederodskemu. Nato pa ga je istega leta požgal in porušil Janez V. Arkelski v okviru svojih napadov in ropanja po deželi Ablasserward. Grajski ostanki so potem propadali 10 let dokler jih ni holandski grof Viljem VI. skupaj z gospostvom Giessenburg in velikim delom Alblasserwaarda leta 1412 podelil svojemu zaupniku na dvoru plemiču Arendu Gentskemu. Leseno konstrukcijo je nadomestil s kamnitim stanovanjskim stolpom in okoli njega izkopal jarek. Od takrat je tudi začel uporabljati naziv gospod Giessenburški. Od takrat naprej je bil grad upravno središče Vodnega odbora Overwaard.
V 16. stoletju so bili grajski gospodje Drenckwaertski, ki pa niso živeli v gradu ampak v Dordrechtu. Drenckwaertski so bili upravitelji v Giessen-Nieuwkerku od 1554 do 1593. Viljem Drenckwaertski je bil prvi lastnik/vitez in je zato kupil posest v sosednji upravni enoti. Škoda, ki je nastala na gradu med kmečkim uporom, ni bila popravljena do sredine 17. stoletja. Nato je bil grad in gospostvo v lasti družine Van Marlot iz Haaga, ki mje preprosto kamnito utrdbo razširil v pravo podeželsko posestvo s parkom. Leta 1696 je grad in gospostvo z nakupom prišlo v last Cornelisa de Boodta. Vnukinja tega gospoda Van Giessenburgha je bila Cornelia Philippina, ki se je leta 1728 poročila z Johanom Daniëlom d'Ablaing van Haulsainom. Iz tega zakona se je leta 1735 rodil Jananez Cornelis d'Ablaing. Grbi teh in drugih lastnikov gradu Giessenburgh so še vedno prisotni v reformirani cerkvi v Giessen-Nieuwkerku. Grad je potem do 18. stoletja propadel in se že govori o ruševinah, ostanke pa so leta 1802 prodali za rušenje.  Grad Giessenburg je bil okoli leta 1800 porušen.